# 不老不死

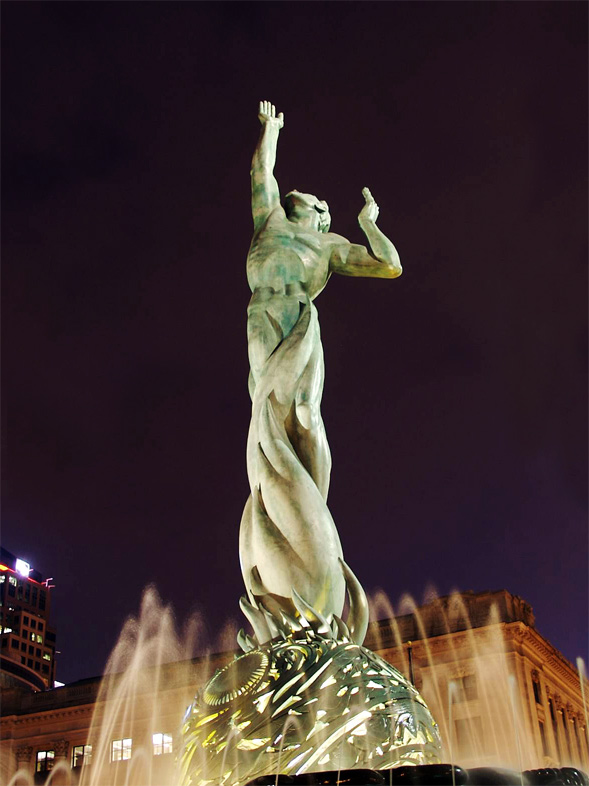
米国オハイオ州クリーブランドの「不老不死の噴水」。「男が死から復活し、神と平和へと向かう様」を象徴している。

不老不死（ふろうふし）は、永久に若く死なないこと。「不死身（いかなる傷、打撃、病気、苦痛にも耐えられる状態）」の類義語。「長生不老」と同意である。

## 概要
中国でも伝統的な生命観の一つとされており、始皇帝は実際に不老不死の薬を求め、かえって死期を早めた。その他にも不老不死を求める話は後述の通り世界各地にある。西洋では「elixir of life」（エリクサー）という錬金術の霊薬がある。
古今東西の賢人は、後述の通り不老不死を求める行為の愚かさについて指摘している。また、人口動態の観点から、不老不死のリスクとして、すべての人間が不老不死になった場合、地球上で人口爆発が起こることが挙げられる。

## 神話・伝承
神話などは経時により老化し継代できない肉体由来ではなく、経時で老いたりはせず継代できる(民族)精神に由来する文字や壁画などの文化(ミーム)であるため、神話における死や不老不死は象徴的なものであることが多く、特に明暗や境界がはっきりと分かれる太陽や月、昼夜などに結び付けられた神は象徴的に死と復活を繰り返し不老ではあるが不死ではないとするものが多い。またそれに関連して、その死が現世から立ち去る、あるいは隠れるだけであると、死の断言を回避することで間接的に不死であるとするものもある。またヒト個体においても冥界や煉獄、あるいは輪廻転生といった「肉体は朽ちても個人の精神は不朽である」とする文化がある。

### メソポタミア
最古の不老不死説話はメソポタミアの『ギルガメシュ叙事詩』である。この物語は紀元前2000年頃には出来ていたとされる。

### ギリシア神話及び北欧神話
ギリシア神話に登場するティーターンも不老不死である。また北欧神話のアース神族も不老不死である。

### インド
『リグ・ヴェーダ』においては、不死の飲み物「アムリタ」を巡って神と悪魔が争っている。

### 中国
中国では古くは始皇帝（紀元前3世紀ころの人物）が不老不死を求め、実際に徐福に蓬萊の国へ行き仙人を連れてくるように（あるいは仙薬を持ってくるようにと）命じたことが『史記』に記録されている。『平家物語』は秦皇と不死の薬を言い及ぼすことがある。無論それらを探し出せなかった徐福は始皇帝の怒りを恐れて、そのまま日本に「亡命」したと伝説は語っている。
この世で強大な権力を手に入れた始皇帝は死を恐れ、不老不死を手に入れようと部下達に無理難題を押し付けた。始皇帝によって不老不死の薬を作ろうとする試み練丹術が始まったが、無謀な命令を受けた彼らが作りだしたのは「辰砂（しんしゃ）」、すなわち水銀などを原料とした丸薬であり、それを飲んだ始皇帝は猛毒によって死亡した。熱い砂漠を移動する中、始皇帝の死体はすぐに腐臭を放ち始めたが、皇帝の死を隠すために、皇帝の馬車の前後に腐った魚を乗せたとか、側近が皇帝の死体を腐った魚が入った箱の中に入れたなどという話が残っている。
『史記』の他の項では、不老不死の薬が得られなかった代わりに「延年益寿」の薬の名が登場する。
他にも漢の武帝の時代に、「3000年に一度だけ実る西王母の仙桃を食べた」という東方朔の伝説が残っている。また、李白も白居易も「不老不死の薬」を作ろうと努力したと伝えられる。大形徹の『不老不死』という書籍では、中国で仙人の伝説が生まれた状況や、その仙人の謎に包まれた生活様式や修行の内容、また不老不死の仙薬《金丹》がどのように描写されていたかが解説されている。

### 日本
日本の『竹取物語』では、月の国に由来するという不老不死の薬が物語の最後に登場した。かぐや姫は月の国へ戻る時、帝（天皇）のために不老不死の薬を残したが、帝はかぐや姫のいなくなったこの世で不老不死の薬など何の意味もないとして、薬を焼却処分してしまった。
『古事記』にはイクメイリビコが登場する。食べれば不死になるとされるトキジクノカクという木の実を探すために、タジマモリを常世国に遣わす。タジマモリは苦難の末にそれを手にいれ、木の実を縄に通したものと串に刺したもの八つを作り帰還したが、その時既に天皇は死んでいた。半分を太后に渡し、残りをイクメイリビコの陵墓に捧げるとそのままの姿で息を引き取った、という話が記されている。ここには中国の神仙思想の影響が窺えるという。

## 宗教

### "永遠の生命"との相違
不老不死（英: immortality）と永遠の生命（英: eternal life）は以下の点で異なる。
- 不老不死：永久に若く死なないこと（肉体における老と死を認めない）。
- 永遠の命：肉体の死後も続く命（肉体における老と死は認める）。

## 生物学・医学
生物学的な文脈では不老不死と記載されていても、一般的な意味での「不死身（どのような状態でも死なない）」の概念は含まれていないことに注意を払う必要がある。
まず、ヒトにおける「不死」の定義は、精神と肉体の死が分かれているため、サイエンス・フィクションが盛んな現代においては定まっていないという点に注意する必要がある。すなわち、死の三徴候（呼吸停止、心臓停止、脳停止）の永続回避であるか、不老が継続することによる老衰死の回避であるか、宇宙空間などの極限環境でも生命活動が停止しない状態であるか、脳などの重要器官が外的損傷や切断された後からの回復が可能な状態のことであるか、肉体が消滅してもその瞬間と完全に同じ状態を再現した肉体に精神を移植させることであるか、など不死の定義は様々に分かれているのである。
生物学的な見地では、個体の精神的個性を発生させる器官（ヒトにおいては脳）が不可逆的に停止したときが死である。単細胞生物も多細胞生物も一定期間で細胞分裂を行い、子孫となる細胞を作るという方式で種としての生命を繋ぐ。単細胞生物は老衰による自然死は発生しないが、真核生物に属する場合はDNAに損傷を受けるとミトコンドリアによるアポトーシスが誘発されるため細胞機能停止による自然死を迎えうる。多細胞生物の細胞は細胞分裂を重ねるにつれてヘイフリック限界に達して老化を開始し、あるいは前述のように外的要因によるアポトーシスが行われ、この老化現象や細胞死が代謝が遅く代替の効かない脳や心臓などの内臓器官に及ぶと不可逆的に停止して（寿命を迎えて）絶対死に至る。このため細胞老化を司りヘイフリック限界を延長するテロメアやテロメラーゼを活用して細胞死を回避し間接的な不老不死を発生させる研究が行われているが、いまだ動物における成功例はなくその大部分が細胞の癌化によって失敗に終わっている。

## 不老、不死の例
いったん個体が老化したのちに若返りができる動物（ベニクラゲなど）も存在するが、きわめて例外的でありまた「常に若いまま」という不老不死の定義にも反する。また一部のがん化細胞が不死株として培養され続けている例があるが、がん細胞は無限の増殖能を持ち正常細胞を侵害する上に、体の機能低下によって栄養供給が断たれれば宿主とともに死ぬため、がん化が直接に不死をもたらすものではない。
現代の医学においても老化の防止は重要な課題である（抗老化医学）が、いわゆる若返りはおろかプログラム細胞死の回避すら困難なものであり、現代医学において長年にわたって老化を押しとどめるものではない。不老症は確認されていないものの、赤ん坊の姿のまま成長が止まっている16歳の女子ブルック･グリーンバーグの一事例が報告されている。ただし彼女は2013年に亡くなり、”単に成長が止まっている”のか”能動的に老いを回避している”のかは不明のままである 。
生物としては多くのカメやハダカデバネズミやアホウドリ
などは、ほとんど老化せず年をとっても死亡率が上がらない。
人体冷凍保存
近年、人体冷凍保存（クライオニクス）という技術が注目を集めている。海外では、有名メジャーリーガーのテッド・ウィリアムズが自身の死後、遺体を保存している。未来で遺体の細胞を損なうことなく解凍し治療できる技術ができ次第、解凍する予定であるとされている。
デジタル化
記憶などをデータに変換するデジタル・イモータリティという考え方がある。Blue Brainプロジェクトでは人間の脳の動きを再現する試みが行われている。

## 批判
不老不死を「永遠に続く生の苦しみ」「死による終わりがない苦しみ」と解釈し、それに警鐘を鳴らすことで不老不死を求める愚かさや、永遠の生にまつわる詐欺行為を戒める寓話や伝説は数多い。例えばフライング・ダッチマンなどは永遠の責め苦を与えるために不老不死を与えられている。またギリシア神話のプロメーテウスは神族であるがゆえに不老不死であり、それによってゼウスが科した内臓を山上で晒しものにされカラスについばまれ続け苦痛を受け続けるという刑罰が成立している。
不老不死が不可能と解っていつつ、少しでも長く生きたいと思いながら、毎日一日一日をいい加減に扱う人間の生き方
を、東西の賢人達は警告した。兼好法師は『徒然草』の中で以下のように記した。
古代ローマの思索家セネカも『人生の短さについて』で兼好法師と同様に、人生は短いのではない、人間がそれを短くしてしまっているのだ、と述べた。それは不摂生で人生を短くしているといった意味ではなく、我々が、一日一日を大切に生きていない、一日一日を活かしきっていない、ということを述べているのだという。セネカは、毎日を「人生最後の一日」のように思いつつ、明日を頼りにして今日を失わないこと、心の多忙から解放されることを薦める。心が忙しないと、たとえ物理的には引退して別荘に住んでいても、心は感じるべきことを感じない。セネカはこれを「怠惰な多忙」と呼んだ。
また、心を肝心でない事柄に向けて忙しくしてしまうことを、ブレーズ・パスカルは『パンセ』などで「divertissment(ディベルティスマン)」と呼んだ。